# 我こそは田中
我こそは田中（われこそは たなか、1981年8月25日 - ）は、日本のお笑い芸人。山口県徳山市（現：周南市）出身。松竹芸能所属。
本名は、田中 康之（たなか やすゆき）。身長168cm、体重53kg。血液型A型。B:87 W:88 H:95。趣味は文筆（出版経験あり）、釣り、プロレス観戦。特技はサッカー。

## 来歴
周南市立周陽中学校、山口県立徳山商工高等学校卒業。部活はサッカー部に所属。後輩には元日本代表サッカー選手の田中達也がおり、共にプレイしていた経験もある。
高校卒業後しばらくして幼稚園からの幼なじみでもある中川裕也とお笑い芸人になる為に大阪へ向かい、2006年10月、コンビで松竹芸能の養成所に入所。お笑いコンビ「ワイルドピッチ」を結成して、2008年には「森脇健児のサタデーミーティング」で初レギュラー番組、その時の活躍が認められ2009年には冠番組「ワイルド9ピッチ」が始まる。
2016年にコンビを解散、2019年『ザ・細かすぎて伝わらないモノマネ』にて「暑苦しい役所広司のモノマネ」を披露し、特別賞に入賞した。コンビ時代も含め、10年オーディションを受け続けた末の念願の出演であった。

## 出演

### ワイルドピッチ 時代

#### テレビ
- きになるオセロ（朝日放送）再現VTR [注 1]
- 痛快!明石家電視台（毎日放送）[3]
- 漫才維新（2013年、読売テレビ）[3]

#### ドラマ
- 滋賀発地域ドラマ「田上トパーズ！」（2013年、NHK BSプレミアム）地方ケーブルテレビ社員 役 [4][3]

#### ラジオ
- 森脇健児のサタデーミーティング（2008年10月 - 2009年3月、KBS京都）[注 1]
  - 第11期：鴨川中継のほか、「芝生にジャム」（番組最後の5分間）という箱番組を持っていた。
- The Break アメリカ村 芸人（2008年、Kiss FM KOBE）[注 1]
- ワイルド9ピッチ（2009年4月 - 2012年9月29日、KBS京都 毎週土曜 21:30-22:00）[注 2]

### 我こそは田中 時代

#### テレビ
- あらびき団オールナイト祭！（2016年12月28日、TBS）[注 1]
- ザ・細かすぎて伝わらないモノマネ（2019年12月14日、フジテレビ 21:30～23:40）[2]
- 走れ!みつくに社長 おススメ情報お届けします（2020年、テレビ大阪）[5]
- 痛快!明石家電視台（2020年9月7日、毎日放送 23:56～24:53）
- 爆笑問題のシンパイ賞!!（2020年9月11日・18日、テレビ朝日）
- せやねん！（2023年9月2日・9日・16日、毎日放送 9:25～12:54）

#### 映画
- 事故物件 恐い間取り（2020年）[注 3]

## 著書
- ふしだら（2004年、新風舎、ISBN 978-4-7974-3239-8）